# Tenango de Doria
Esta página se refiere a una localidad. Para el municipio homónimo véase Municipio de Tenango de Doria
Tenango de Doria conocido también simplemente como Tenango, es una localidad mexicana, cabecera del municipio de Tenango de Doria, en el estado de Hidalgo.

## Toponimia
Tenango (Tenanco) es de origen náhuatl y significa ”En el lugar de los muros” de tenamitl ”muro o pared” y el locativo ”co”. Habiendo llamado también durante algún tiempo. Tenamealtepetl, que significa ”El Cerro Amurallado”. El apellido Doria es el del licenciado y coronel Juan Crisóstomo Doria, que fue el primer gobernador de Hidalgo.

## Geografía
Se encuentra en la región geográfica de la Sierra de Tenango. A la localidad le corresponden las coordenadas geográficas 20° 20’ 17.000” de latitud norte y 98° 13’ 36.223” de longitud oeste; con una altitud de 1641 m s. n. m. Cuenta con un clima templado húmedo con abundantes lluvias en verano.
En cuanto a fisiografía se encuentra en la provincia de la Sierra Madre Oriental, dentro de la subprovincia del Carso Huasteco; su terreno es de sierra. En lo que respecta a la hidrografía se encuentra posicionado en la región Tuxpan-Nautla, dentro de la cuenca del río Tuxpan, y en la subcuenca del río Pantepec.

## Demografía
En 2020 registró una población de 2614 personas, lo que corresponde al 14.93 % de la población municipal. De los cuales 1292 son hombres y 1322 son mujeres.
| Gráfica de evolución demográfica de Tenango de Doria entre 1900 y 2020                       |
|                                                                                              |
| Población de los censos y conteos del Instituto Nacional de Estadística y Geografía (INEGI). |

## Cultura

### Fiestas
Dentro de las fiestas populares que se celebran en Tenango de Doria se encuentra la de San Agustín, celebrada el 28 de agosto con danzas de acatlaxquis, listones y el palo volador. Otra fiesta de tradición es la del 5 de mayo celebrada con varias representaciones.

### Gastronomía
La comida tradicional son los tamales de hoja de maíz y plátano, chorizo, cecina enchilada, pan de queso y piloncillo, miel de abeja, palanquetas de nuez y pepitas cubiertas de melaza, jamoncillo y dulce hecho con pepita de calabaza; piloncillo, vinos de mesa de diferentes frutas y chocolate de metate para sopearse con galletas de maíz azucaradas.